# Cystolepiota sistrata
Cystolepiota sistrata är en svampart som först beskrevs av Elias Fries, och fick sitt nu gällande namn av Singer ex Bon & Bellù 1985. Cystolepiota sistrata ingår i släktet Cystolepiota och familjen Agaricaceae.   Inga underarter finns listade i Catalogue of Life.

## Bildgalleri

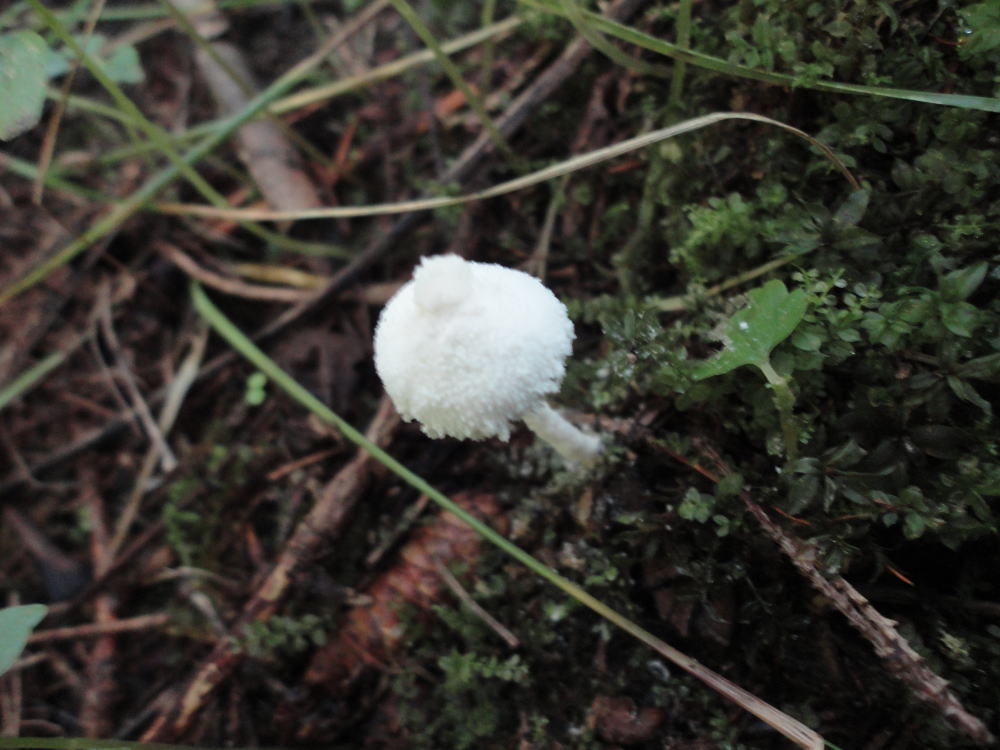